# Вандербилт (Пенсилванија)
Вандербилт (енгл. Vanderbilt) град је у америчкој савезној држави Пенсилванија.

## Демографија
По попису из 2010. године број становника је 476, што је 77 (-13,9%) становника мање него 2000. године.
| Група             | 2000.       | 2010.       |
| Белци             | 534 (96,6%) | 455 (95,6%) |
| Афроамериканци    | 19 (3,4%)   | 9 (1,9%)    |
| Азијати           | 0 (0,0%)    | 0 (0,0%)    |
| Хиспаноамериканци | 0 (0,0%)    | 1 (0,2%)    |
| Укупно            | 553         | 476         |